# Апрюзесс, Фабрис
Фабрис Апрюзесс (фр. Fabrice Apruzesse; род. 8 мая 1985, Марсель, Франция) — французский футболист, игрок клуба «Андум».

## Карьера

### Клубная
Фабрис родился в прибрежном городе Марсель, на юге Франции. Он с детства мечтал сыграть за марсельский «Олимпик». В июне 2012 года он попал в резервную команду.
Апрюзесс дебютировал в чемпионате Франции 18 ноября 2012 года в гостевом матче против «Бордо», который закончился поражением «Олимпика» со счётом 0:1. Перед матчем у «Олимпика» по разным причинам выбыли из строя Джордан Айю, Лоик Реми и Андре-Пьер Жиньяк. Когда из-за повреждения выбыл из строя и Матьё Вальбуэна, Эли Боп предпочёл выпустить Апрюзесса, а не более опытного Флориана Распентино. Он вышел на замену на 73-й минуте и получил жёлтую карточку на 85-й минуте.
После окончания сезона 2015/16 футболист покинул «Олимпик» и вернулся в любительский клуб «Обань». В феврале 2017 года он сломал малую берцовую кость, но постепенно восстановился, и по сей день играет за любительские марсельские команды и работает водителем грузовика.